# De Do Do Do, De Da Da Da
De Do Do Do, De Da Da Da ist ein Lied von The Police, das am 20. November 1980 als zweite Single aus dem Album Zenyattà Mondatta veröffentlicht wurde. Der Song wurde 1986 als „De Do Do Do, De Da Da Da ’86“ neu aufgenommen, aber erst 1995 veröffentlicht.

## Hintergrund und Entstehungsgeschichte
Laut dem Leadsänger Sting geht es in dem Lied um die Faszination, die Menschen für einfache Lieder haben. Sting kritisierte später diejenigen, die den Text des Liedes als „Babysprache“ bezeichneten und erklärte, der Song sei grob missverstanden worden. Er meinte: „In dem Text geht es um Banalität, um den Missbrauch von Wörtern“, und sagte, dass „der Text eine innere Logik hat.“

„Ich habe versucht, einen intellektuellen Akzent zu setzen, wie das Einfache so mächtig sein kann. Warum sind unsere Lieblingslieder 'Da Doo Ron Ron' und 'Do Wah Diddy Diddy'? In dem Song habe ich versucht, dieses Thema anzusprechen. Aber alle sagten: Das ist Blödsinn, ein Kinderspiel. Keiner hat auf den Text gehört. Hör doch mal auf den Text. Ich werde ihn noch einmal neu aufnehmen und mehr Gewicht auf das legen, worüber ich gesprochen habe.“

Die Phrase „De Do Do Do, De Da Da Da“ wurde mutmaßlich von Stings Sohn erfunden.
Die B-Seite, „A Sermon“, wurde ursprünglich 1977 von Stewart Copeland geschrieben und ist eine Gleichnis über eine Band, die es rücksichtslos an die Spitze schafft. Auch hier spielte Copeland den überwiegenden Teil der Gitarrenpassagen, einschließlich des Intro-Riffs, während Andy Summers in der Mitte zu hören ist. Sting sagte über den Song: „Er ist arrogant, aber Stewart ist gut darin, auf eine witzige Art arrogant zu sein.“ In der US-Version der Single wurde „De Do Do Do De Da Da Da“ mit „Friends“, einer Komposition von Andy Summers, gepaart.
„De Do Do Do, De Da Da Da“ wurde als Nachfolgesingle von „Don't Stand So Close to Me“ in Großbritannien veröffentlicht und wurde als Debütsingle von Zenyatta Mondatta in Amerika veröffentlicht. Nach der Veröffentlichung wurde die Single ein Top-Ten-Hit in Großbritannien und den Vereinigten Staaten (ihr erster in den genannten Ländern) und erreichte Platz 5 in den UK Singles Charts und Platz 10 in den Billboard Hot 100. Zusätzlich zu der englischsprachigen Veröffentlichung wurden sowohl eine spanischsprachige als auch eine japanischsprachige Version des Songs aufgenommen und Anfang 1981 in ihren jeweiligen Märkten veröffentlicht.
Das Cover wurde von Hipgnosis gestaltet und verwendet den Titel des Songs, um ein Bild der Band einem Bild einer Frauenhand gegenüberzustellen, die nach einem Telefon greift, um die Polizei (in Anspielung auf den Bandnamen) zu rufen.
Der Song war im Film Die letzte amerikanische Jungfrau aus dem Jahr 1982 und auf dessen Soundtrack vertreten. Er erschien auch in der Pilotfolge der Fernsehserie Chefarzt Dr. Westphall.

## Aufbau
Der Song ist in der Tonart A-Dur mit der Akkordfolge Asus2-F#m7(add4)-C#m7 in den Strophen und Asus2-A-Asus2-A-E-D im Refrain komponiert. Der Song verwendet für die Gitarre Hall und Echo in den Strophen.
Joni Mitchell sagte 1996: 

„Ich habe wochenlang in der Karibik zu diesem Lied getanzt“, „Ich bin ein alter Rock'n'Roll-Tänzer, wissen Sie. Die Stopps, die Pausen, in diesem Stück machen wirklich große Freude. Ich schätzte die rhythmischen Hybride, die Lücken zwischen den Basslinien, die sich wiederholenden Figuren mit Raum zwischen ihnen. James Taylor und ich haben einmal mit Sting zu Abend gegessen... Er war ziemlich überschwänglich darüber, dass wir seine Helden sind. Deshalb betrachte ich ihn immer als unseren Sohn.“

Der Song wurde 1986 zusammen mit „Don't Stand So Close to Me '86“ für die Zusammenstellung „Every Breath You Take: The Singles“ neu aufgenommen, wurde aber letztendlich nicht auf dem Album veröffentlicht. Er wurde auf der DTS-CD- und SACD-Veröffentlichung des Albums „Every Breath You Take: The Classics“ veröffentlicht.

## Versionen
7" – A&M / AMS 9110 (UK)
1. De Do Do Do, De Da Da Da – 4:09
2. A Sermon – 2:34

7" – A&M / AM 2275 (US)
1. De Do Do Do, De Da Da Da – 4:09
2. Friends – 3:35

7" – A&M / AM 25000 (US)
1. De Do Do Do, De Da Da Da (spanische Version) – 4:00
2. De Do Do Do, De Da Da Da (japanische Version) – 4:00

## Besetzung
- Sting – Bass, Lead- und Backing-Gesang
- Andy Summers – Gitarre, Leadgesang bei „Friends“
- Stewart Copeland – Schlagzeug, Gitarre bei „A Sermon“

## Kommerzieller Erfolg

### Chartplatzierungen
| ChartsChartplatzierungen       | Höchstplatzierung | Wochen |
| ------------------------------ | ----------------- | ------ |
| Deutschland (GfK)              | 15 (24 Wo.)       | 24     |
| Österreich (Ö3)                | 8 (6 Wo.)         | 6      |
| Schweiz (IFPI)                 | 4 (9 Wo.)         | 9      |
| Vereinigte Staaten (Billboard) | 10 (21 Wo.)       | 21     |
| Vereinigtes Königreich (OCC)   | 5 (8 Wo.)         | 8      |

| ChartsJahrescharts (1981)      | Platzierung |
| ------------------------------ | ----------- |
| Deutschland (GfK)              | 42          |
| Vereinigte Staaten (Billboard) | 57          |

### Auszeichnungen für Musikverkäufe
| Land/Region                  | Auszeichnungen für Musikverkäufe (Land/Region, Auszeichnung, Verkäufe) | Verkäufe |
| ---------------------------- | ---------------------------------------------------------------------- | -------- |
| Kanada (MC)                  | Gold                                                                   | 75.000   |
| Vereinigtes Königreich (BPI) | Gold                                                                   | 500.000  |
| Insgesamt                    | 2× Gold ·                                                              | 575.000  |

Hauptartikel: The Police/Auszeichnungen für Musikverkäufe